# Policelo
Policelo o Polizalo fue tirano de Gela desde 478 a. C. hasta su muerte en 473 a. C. Policelo era hijo de Dinómenes, hermano menor de Gelon I y Hierón I y hermano mayor de Trasíbulo, tiranos de Siracusa.

## Vida
Incluso antes de convertirse en tirano de Gela, su nombre estaba grabado en el trípode que conmemora la victoria de Himera en el 480 a. C., la cual siempre se ha atribuido solo a Gelón. Por lo tanto, la mención de su hermano es un detalle importante que confirma su participación en la batalla. 
Se convirtió en tirano de Gela en 478 a. C. cuando Gelón murió y su hermano Hierón, quien hasta entonces ocupaba la tiranía en Gela, le sucedió en el poder en Siracusa. Se le legó la mano de Damareta, esposa de Gelón. Policelo, odiado por Hierón, discutió con él en una guerra que pondrá fin gracias a la mediación del poeta Simónides de Ceos.
Según Diodoro de Sicilia en 476 a. C. Policelo fue enviado por su hermano Hierón para dirigir una expedición al rescate de los sibaritas, en uno de los intentos de estos de volver a su ubicación original después de la destrucción de su ciudad en el 510 a. C. por Crotona pero Policelo rehusó el encargo y se refugió en la corte de Terón de Acragante.
Más tarde donó al santuario de Apolo en Delfos un grupo de estatuas de bronce que representaban un carro tirado por caballos y cochero (conocido como "el Auriga de Delfos"), en memoria de una victoria en los Juegos Píticos del 474 a. C. 
No se sabe cuándo murió Policelo, pero debe haber sido antes de la muerte de Hierón I, ya que como tirano de Siracusa fue sucedido por su hermano menor Trasíbulo.
| Predecesor: Hierón I | Tirano de Gela 478-473 | Sucesor: democracia |